# Эдельман, Гирш
Гирш Эдельман (1805, Свислочь — 20 ноября 1858, Берлин) ― российский еврейский писатель и журналист.

## Биография
Родился в 1805 году в городе Свислочь (ныне Беларусь) в семье учёного раввина. Получил хорошее домашнее образование, преуспел сначала в изучении Талмуда, а затем и прочей древней и современной еврейской литературы. В 1839 году в Вильне Гирш Эдельман опубликовал свою первую работу «Haggahot u-Bi’urim», которая представляет собой заметки и комментарии к «Me’irat 'Enayim» Натансона и Этлингера.
Пять годами спустя Эдельман опубликовал «Alim le-Mibchan» — проспект и извлечения из своего труда ο талмудической агаде с приложением «Megillat Sefer» — ο Пуриме и Мегилле (Данциг, 1844). В 1845 году он опубликовал в Кёнигсберге (где, как и в Данциге, он заведовал типографией) два критических издания Пасхальной Агады с введениями, аннотациями и т. д. В том же году он опубликовал также в Кенигсберге «Siddur Hegion Leb», широко известный как «Молитвенник Ландсхута». Для этой работы Эдельманн также внёс свои глоссы, исправления и примечания.
Эдельман провёл около десяти лет в Англии и был одним из первых учёных, изучивших рукописи и редкие печатные книги из коллекции Оппенгейма в Бодлианской библиотеке Оксфорда, открыв для академического мира информацию об их содержании. В этой работе ему помогал Леопольд Герцог; оба они совместно отредактировали и опубликовали труда «Ginze Oxford» (который был переведён на английский Маркусом Хейманом Бреслау в 1851 году).
В 1852 году Эдельман поселился в Берлине. Умер 20 ноября 1858 года. Три месяца до свой смерти он провёл в отделении для душевнобольных в клинике Шарите.